# ماسون فوستر
ماسون فوستر (بالإنجليزية: Mason Foster)‏ (و. 1989  م) هو لاعب كرة قدم أمريكية، من الولايات المتحدة، ولد في سيسيدي، مونتيري، كاليفورنيا، يلعب كظهير ‏.

## التعليم
تعلم في Seaside High School (California) ‏.

## روابط خارجية
- ماسون فوستر على موقع إي إس بي إن.كوم (أن.أف.أل)3
- ماسون فوستر على موقع مرجع كرة القدم المحترفة.كوم (الإنجليزية)